# Sui Lu
Dans ce nom, le nom de famille, Sui, précède le nom personnel.
Sui Lu est une gymnaste chinoise née le 1er avril 1992 à Zhuzhou.

## Palmarès

### Jeux olympiques
- Londres 2012
  - 4e au concours par équipes
  -  médaille d'argent à la poutre

### Championnats du monde
- Londres 2009
  -  médaille de bronze au sol

- Rotterdam 2010
  -  médaille de bronze au concours par équipes

- Tokyo 2011
  -  médaille d'or à la poutre
  -  médaille d'argent au sol
  -  médaille de bronze au concours par équipes